# Jezioro Łubie
Jezioro Łubie (niem. Lubbe See) – jezioro rynnowe w Polsce położone w województwie zachodniopomorskim, w powiecie myśliborskim w gminie Myślibórz.
Akwen leży na Pojezierzu Myśliborskim, około 800 m na wschód od miejscowości Głazów. Jezioro posiada bardzo nieregularną linię brzegową w przeważającej części porośniętą szerokim pasem roślinności wodnej.